# Karl Mendelssohn Bartholdy
Carl Wolfgang Paul Mendelssohn Bartholdy (spätere Schreibweise Karl, * 7. Februar 1838 in Leipzig; † 23. Februar 1897 in Königsfelden, Schweiz) war ein deutscher Historiker des 19. Jahrhunderts. Er war der Sohn von Felix und Cécile Charlotte Sophie Mendelssohn Bartholdy sowie Bruder des Industriellen Paul Mendelssohn Bartholdy.

## Leben
Carl Mendelssohn Bartholdy wurde als erstes von fünf Kindern in Leipzig geboren, kam aber bereits im Alter von 15 Jahren als Vollwaise zu seinem Onkel Paul Mendelssohn-Bartholdy, einem Bankier, nach Berlin. Dieser drängte ihn darauf, nach dem Abitur Rechtswissenschaften zu studieren, wofür Carl im Sommer 1857 nach Heidelberg ging. Seit dieser Zeit schrieb er seinen Vornamen mit K anstatt C. In Heidelberg wurde er Mitglied der Burschenschaft Allemannia und beendete 1859 sein Studium mit der Promotion zum Doktor der Rechtswissenschaften. Anschließend folgte ein Studium der Geschichte, welches er 1860/61 wegen seines Militärdiensts unterbrechen musste. 1864 wurde er mit einer Dissertation über Ioannis Kapodistrias zum Dr. phil. promoviert. Es folgten Berufungen als Professor an die Universitäten Heidelberg 1867 und Freiburg ein Jahr später.
Zeitlebens war das Verhältnis zu seinem Onkel Paul gespannt. Karls Überzeugung als Demokrat und Gegner Preußens ließen ihn als eine Art Rebellen innerhalb der Familie Mendelssohn erscheinen. Als Historiker galt sein Interesse vorwiegend der Revolutionsgeschichte. So erforschte er auf mehreren Reisen die Geschichte des griechischen Freiheitskampfes.
An seinem 30. Geburtstag verlobte er sich mit Bertha Eissenhardt (1848–1870). Mit ihr hatte er die Tochter Cécile (1870–1943). Bertha starb bereits einundzwanzigjährig im Kindbett. Zwei Jahre später heiratete er seine zweite Frau Mathilde von Merkl (1848–1937). Aus dieser Ehe ging Sohn Albrecht (1874–1936) hervor. Zu dieser Zeit trat eine seit Kindheit vorhandene nervöse Reizbarkeit stärker hervor und führte 1873 zum körperlichen Zusammenbruch. Daraufhin beantragte er seine Entlassung aus dem badischen Staatsdienst und ging in die Schweiz, wo er bis zu seinem Tode 23 Jahre später in der heutigen psychiatrischen Klinik Königsfelden blieb.

## Schriften (Auswahl)
- Felix Mendelssohn Bartholdy. Briefe aus den Jahren 1830 bis 1847, Band 1–2, Hrsg. Paul Mendelssohn-Bartholdy und Carl Mendelssohn Bartholdy, Hermann Mendelssohn, Leipzig 1863. (Digitalisat)
- Graf Johann Kapodistrias; Dissertation Univ. Heidelberg 1864, Druck E. S. Mittler und Sohn, Berlin 1864. (Digitalisat)
- Friedrich von Gentz. Briefe an Pilat. Ein Beitrag zur Geschichte Deutschlands im 19. Jahrhundert, Band 1–2; Hrsg. Karl Mendelssohn Bartholdy, F. C. W. Vogel, Leipzig 1868. (Digitalisat "Zweiter Band")
- Goethe und Felix Mendelssohn Bartholdy, Hirzel, Leipzig 1871 (Digitalisat)
- Briefe des Königlich Preußischen Generals und Gesandten Theodor Heinrich Rochus von Rochows an einen Staatsbeamten. J. D. Sauerländer, Frankfurt am Main 1873. (Digitalisat)
- Geschichte Griechenlands von der Eroberung Konstantinopels durch die Türken im Jahre 1453 bis auf unsere Tage, Band 1–2; S. Hirzel, Leipzig 1870/1874. (Digitalisat "Erster Theil")